# 王立ノルウェー海軍博物館

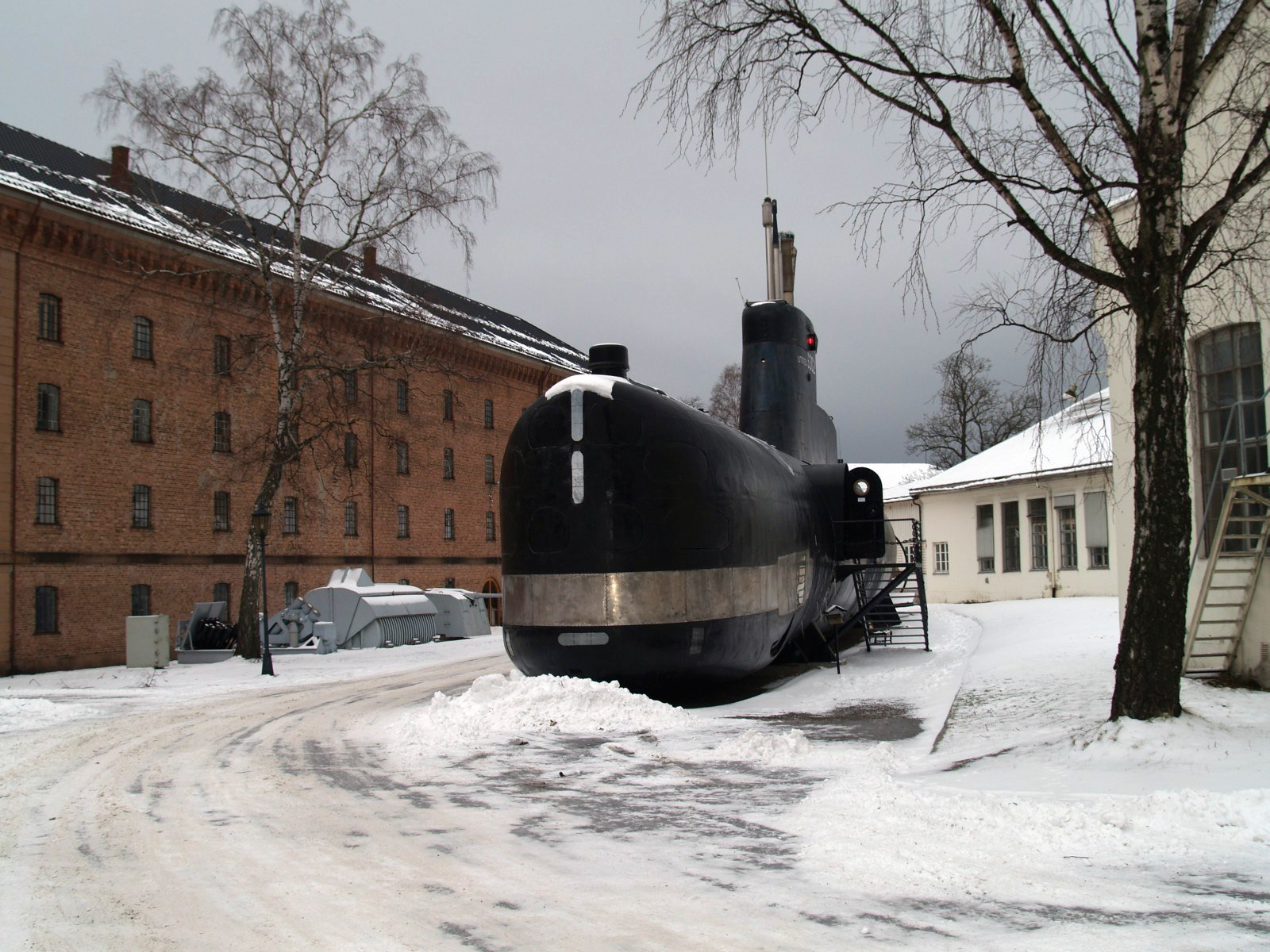
王立ノルウェー海軍博物館に展示されているコッベン級潜水艦

王立ノルウェー海軍博物館（おうりつノルウェーかいぐんはくぶつかん、Marinemuseet）は、ノルウェーにある博物館。オスロフィヨルド西岸のヴェストフォル県ホルテン市内に所在する。ノルウェー海軍の歴史を展示する施設であり、かつてノルウェー海軍の主要基地であったカールヨハンソンスヴァーンの一角に所在する。

## 展示物
展示物は、幾つかの退役艦船のほか、ノルウェーや連合国軍、ドイツ軍の艦船模型、機材、絵画等が中心である。1980年代には、王立ノルウェー海軍資料室も博物館に併設された。書籍の収集は1805年より行われており、博物館・資料室では、25,000点の書籍を保有している。また、1814年から現在までの海軍船舶の全航海日誌を保管している。

### 展示艦船
- HNoMS Alta — Sauda級掃海艇。オスロを拠点にしており、航行可能。
- HNoMS Blink — Storm級哨戒艇。
- HNoMS Hitra (ex USN SC‑718) — 第二次世界大戦中に特殊作戦にも使用された駆潜艇。航行可能状態にレストアされ、ベルゲンを拠点にしている。
- HNoMS Narvik (F304) — オスロ級フリゲート
- HNoMS Rap (1873) — 世界初の水雷艇
- HNoMS Skrei — Tjeld級哨戒艇
- HNoMS Utstein — コッベン級潜水艦